# Ommatius amurensis
Ommatius amurensis là một loài ruồi trong họ Asilidae. Ommatius amurensis được Richter miêu tả năm 1960. Loài này phân bố ở vùng Cổ Bắc giới.